# جيل جاستن
جيل جاستن (بالإنجليزية: Jill Justin)‏ هي لاعبة كرة لينة أمريكية، ولدت في 1967.